# Som Multiespai
SOM Multiespai, anteriorment conegut com a Heron City Barcelona, és un centre comercial al barri de Porta, al districte de Nou Barris de la ciutat de Barcelona.
Va ser inaugurat el 20 setembre de 2001, promogut per la immobiliària Layetana i pel grup immobiliari britànic Heron, propietari de la cadena de centres Heron City. El centre, situat al costat de les piscines de Can Dragó, té una superfície de 100.000 metres quadrats, dels que 34.000 corresponen a lleure i comerços, 22.000 a zones comunes i 44.000 a aparcament. Inclou un multicinemes amb 16 sales, un gimnàs de la cadena Holmes Place, un supermercat Mercadona, comerços especialitzats, restaurants, bars i un hotel Ibis de 145 habitacions. En un passat va arribar a comptar també amb un parc infantil, un centre lúdic gestionat per Cirsa, una bolera amb 22 pistes i locals nocturns.
A la fi de 2006 el centre Heron City Barcelona va ser posat en venda, i fou adquirit pel grup inversor australià format per Babcock & Brown i GPT Group, per un preu de 138 milions d'euros.
El 16 d'abril de 2018 el propietatari del centre comercial, ASG, va anunciar que iniciava un procés de transformació de l'espai coincidint amb el canvi de nom del centre.